# Hydrostatisches Gleichgewicht
Das hydrostatische Gleichgewicht (hydro „Wasser“, statisch „unbewegt“) ist ein mechanisches Gleichgewicht zwischen der Gravitation, die einen festen Körper nach unten zieht, und dem statischen Auftrieb, der diesen Körper aus einer Flüssigkeit nach oben zu heben versucht.
Allgemeiner betrachtet ist das hydrostatische Gleichgewicht immer der Ausgleich einer gerichteten Kraft und eines Druckgradienten. Dann lassen sich auch Konvektionen über hydrostatischen Ausgleich beschreiben.

## Beispiele

### Biologie
Alle Lebewesen mit Lufteinschlüssen im Körper (was auf praktisch alle Knochenfische zutrifft) müssen zur Aufrechterhaltung des hydrostatischen Gleichgewichtes fortwährend nachregeln. Da sich der Druck mit der Tiefe erhöht, wird eingeschlossene Luft im gleichen Maße komprimiert, wie der Druck steigt. Die Komprimierung verringert das Volumen und damit den Auftrieb. Das hydrostatische Gleichgewicht besteht also immer nur für eine bestimmte Tiefe und muss bei Änderung der Tiefe angepasst werden. Lebewesen mit Lufteinschlüssen im Körper sind Fische mit ihrer Schwimmblase und Menschen (Taucher) mit ihrer Lunge bzw. Tauchausrüstung. Bei Tauchern nennt man dieses Nachregeln tarieren.

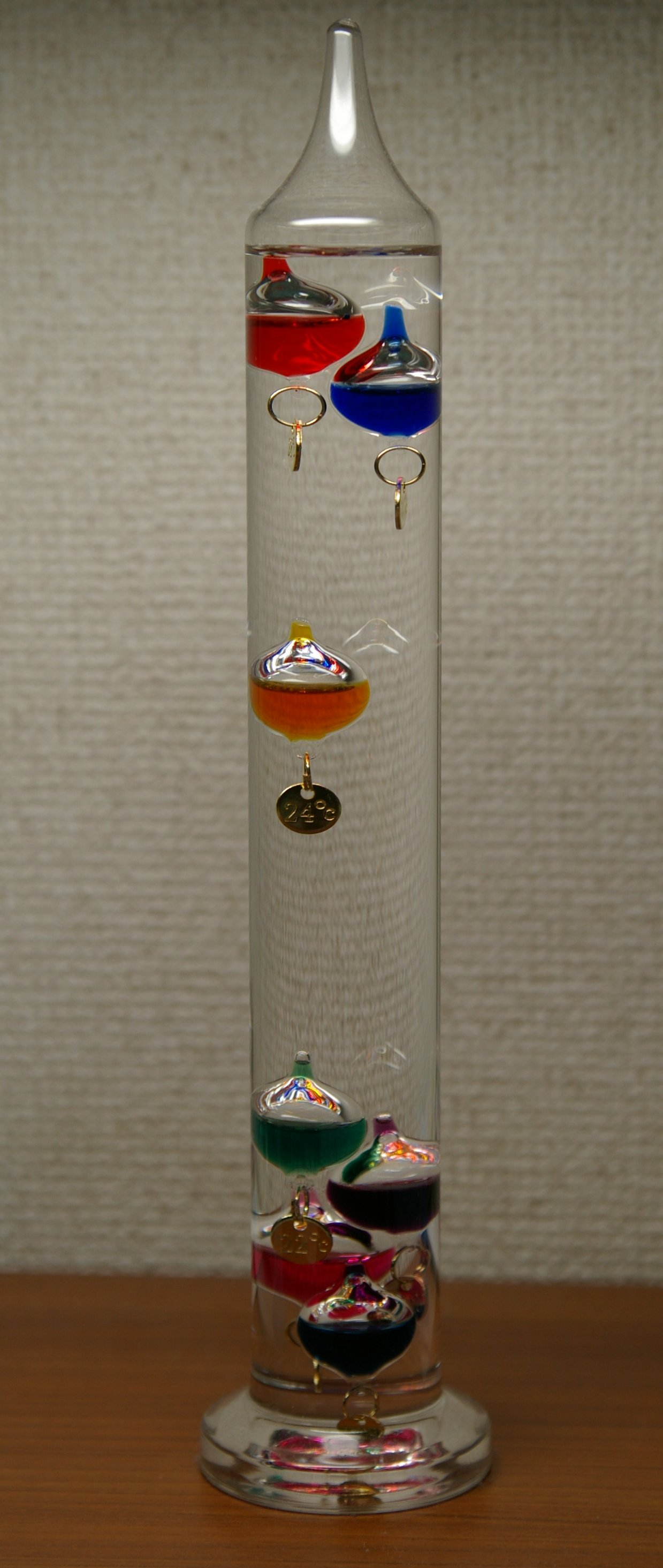
Galileo-Thermometer

### Mechanik
Tauchschiffe (U-Boote) können Wasser durch Fluten von Tauchtanks aufnehmen und so durch Erhöhung ihrer (durchschnittlichen) Dichte von Überwasserfahrt abtauchen. Durch dosiertes Anblasen (mit Pressluft) solcher (starren) Tanks kann deren Wasserinhalt geregelt und das U-Boot dichtemäßig ans umgebende Wasser angepasst werden.
Ein Taucher füllt die weiche, schlappe Blase seiner Tarierweste (Jacket) mit Luft bis zu jenem Ausmaß, das ihm – bei durchschnittlicher Lungenfüllung – austariertes Schweben ohne anstrengende Schwimmbewegung in einer bestimmten Tiefe erlaubt.
Das so erreichte hydrostatische Gleichgewicht ist jedoch nur labil. Etwas tiefer tauchen komprimiert sowohl die Luftblase in der Taucherweste (und zusätzlich im Neopren(schaum)anzug) als auch das Luftvolumen in einem drucklosen (unten offenen) Tauchtank. Die Gewichtskraft wird so größer als die Auftriebskraft und zieht Boot oder Mensch weiter nach unten, wenn nicht durch Lufteinblasen in Tank oder Blase gegengesteuert wird. Umgekehrt ist beim Aufsuchen einer höheren Tauchlage ein Teil der dann expandierten Luft aus der Blase auszulassen. Das Finden dieses Gleichgewichts wird als Tarieren trainiert.
Im Galileo-Thermometer schweben je nach Temperatur (und daher Dichte) unterschiedliche Kugeln in einem mit einer Flüssigkeit gefüllten Glaszylinder.

### Astrophysik
Bei größeren Himmelskörpern wie Planeten oder Sternen gibt es eine Schichtung, die durch Materialien unterschiedlicher Dichte hervorgerufen wird. Hierbei stellt sich für jede Schichtgrenze ein Gleichgewicht zwischen der Anziehungskraft darunterliegender Masse und dem durch verschiedene physikalische Vorgänge erzeugten Druck ein, so dass sich infolge der Rotation eine annähernde Kugelform ergibt (siehe auch Referenzellipsoid, Gleichgewichtsfigur). Zum Beispiel hat die Erde eine innere Kugel, den aus Eisen und Nickel bestehenden Erdkern, und darüber liegende Kugelschalen (Erdmantel sowie die Erdkruste). Der Druck kann durch den Gasdruck ebenso aufgebracht werden wie durch den Strahlungsdruck bei Sternen oder durch den Entartungsdruck bei Weißen Zwergen oder Neutronensternen.

### Meteorologie
In der Meteorologie und Atmosphärenphysik verwendet man das Konzept des Luftpakets (Parcel-Methode), das hinreichend homogen ist, um dann wie ein Festkörper in der Atmosphäre behandelt zu werden (zu „schwimmen“). Hierfür wird auch der Begriff der Statischen Stabilität (Schichtungsstabilität) der Atmosphäre verwendet.